# Сухі листяні ліси Північного Декану
Сухі листяні ліси Північного Декану (ідентифікатор WWF: IM0142) — індомалайський екорегіон тропічних та субтропічних сухих широколистяних лісів, розташований на сході Центральної Індії.

## Географія
Екорегіон сухих листяних лісів Північного Декану охоплює західну частину штату Одіша, а також сусідні райони Чхаттісгарху. Він простягається з південного заходу на північний схід, на захід від Східних Гат, в дощовій тіні цих гір, які блокують насичені вологою мусонні вітри, що дмуть з Бенгальської затоки. З усіх боків екорегіон оточений вологими листяними лісами Східного Декану.
Більша частина екорегіону лежить в межах басейну річки Маганаді та її притоки Тел. Південна частина екорегіону лежить в межах басейну річки Індраваті, притоки Ґодаварі.

## Флора
Первинними рослинними угрупованнями екорегіону є сухі листяні ліси, багато дерев в яких скидають листя під час тривалого сухого сезону. В цих лісах переважають салові дерева (Shorea robusta), а також ростуть широколисті аногейсуси (Anogeissus latifolia), широколисті дальбергії (Dalbergia latifolia), сумчасті птерокарпуси (Pterocarpus marsupium), пулілові дерева (Stereospermum chelonoides), свинячі сливи (Spondias pinnata), пагорбові клейстантуси (Cleistanthus collinus), індійські флакуртії (Flacourtia indica), пильчасті босвеллії (Boswellia serrata),  малабарські лакові дерева (Butea monosperma), індійські трагаканти (Sterculia urens), шовкові дерева (Cochlospermum religiosum) та індійські листяні молочаї (Euphorbia nivulia). У вологих місцевостях ростуть зарості колкатських бамбуків (Dendrocalamus strictus). Пагорбові клейстантуси (Cleistanthus collinus) можуть виділяти речовини, токсичні для інших видів, тому вони подекуди утворюють моновидові насадження.
Значна частина лісів регіону знищена, території, де вони росли, перетворені на сільськогосподарські угіддя. Решта лісів внаслідок перевипасу худоби та заготівлі дрів деградували та перетворилися на савани або відкриті чагарникові зарості. У багатьох лісах регіону наразі домінують не салові дерева (Shorea robusta), а більш посухостійкі тикові дерева (Tectona grandis). 

## Фауна
В межах екорегіону зустрічаються близько 70 видів ссавців та понад 260 видів птахів. Серед великих ссавців, що мешкають в регіоні, слід відзначити бенгальських тигрів (Panthera tigris tigris), ведмедів-губачів (Melursus ursinus), гірських куонів (Cuon alpinus) та чотирирогих антилоп (Tetracerus quadricornis). Серед поширених в регіоні птахів слід відзначити індійських токо (Ocyceros birostris) та малабарських птахів-носорогів (Anthracoceros albirostris). 

## Збереження
Оцінка 2017 року показала, що 1604 км², або 3 % екорегіону, є заповідними територіями. Природоохоронні території включають: 
- Природний заповідник Дебрігарх[en], Одіша (340 км²)
- Природний заповідник Гомарда, Чхаттісгарх (290 км²)
- Національний парк долини Кангер[en], Чхаттісгарх (230 км²)
- Природний заповідник Сунабеда[en], Одіша (591 км²)